# الساحرة الحمراء
الساحرة الحمراء هي بطلة خارقة طورت في عالم مارفل من دار نشر مارفل كوميكس. تم إنشاء هذه الشخصية الخيالية من قبل ستان لي ورسام الكاريكاتير جاك كيربي، وظهرت لأول مرة في الكتاب الهزلي إكس مان العدد 4 عام 1964.
كونها متحولة وساحرة في نفس الوقت، بدات الساحرة الحمراء مسيرتها كشريرة في جماعة اخوية الاشرار المتحولين جنبا إلى ابيها ماغنيتو واخيها بيترو. في وقت لاحق عادت إلى المسار الصحيح وبدات مسيرتها كبطلة خارقة وبشكل خاص كعضو في المنتقمون.

## سيرة الشخصية

### الأصل
واندا ماكسيموف هي ابنة ماغنيتو والأخت التوأم ل كويك سيلفر. غادرت والدتها ماجدة ماغنيتو عندما كانت حاملاً وذهبت إلى ترانزي لتلد. ثم تخلت عن التوائم. تربى الأطفال على يد بوفا في جبال ونداجور، حيث عاش كاثون، شيطان قوي اسيرا هناك. غيرت طاقته واندا، وأعطتها في وقت لاحق قوة السحرة. تم أخذ التوام في وقت لاحق من قبل الغجريان جانغو وماريا ماكسيموف.

### من الشر إلى الخير
بسبب سوء المعاملة من قبل السكان خلال فترة المراهقة، استعاد ماغنيتو التوأم، غير مدركين أنه كان والدهم. قام بتشكيل جماعة إرهابية من اجل هيمنة المتحولين على العالم. بعد بعض المغامرات في جماعة اخوية الاشرار المتحولين، قرر واندا وبيترو وضع قدراتهما في خدمة الآخرين ثم انضموا إلى فريق المنتقمون مع عين الصقر. تم توجيههم من قبل كابتن امريكا، ليصبحوا الجيل الثاني من المجندين، وأصبحوا في غضون سنوات قليلة أبطالًا في نظر الجمهور، على الرغم من مكانتهم كطفرات أو متحولين (على عكس إكس مان الذين كانوا لسنوات خارج على القانون).
عند المنتقمون، وجدت واندا الحب من قبل فيجن، وهو روبوت أنشأه الشرير الترون، وتزوجته. إلا ان بيترو لم يقبل بالحب بين أخته والروبوت، وقام كلينت بارتون بقمع مشاعره اتجاه واندا.

### الخسارة والانهيار
إكتشفت هي وشقيقها بعد بضع سنوات أن ماغنيتو كان والدهما الحقيقي وتم ايقاف فيجن من قبل الحكومات الأجنبية التي رأت أنه تهديد، مثله مثل الترون. تم إلغاء تحميل نظام الاندرويد خاصته وتم إعادة تشغيله لاحقًا، لكنه لم يكن قادرًا على الانفعال (لذا كان جسمه أبيضًا ذلك الوقت)، وسرعان ما تلاشى الحب بينه وبين واندا.حزنت الساحرة عندما علمت أن أطفالها كانوا مجرد أوهام تم إنشاؤها دون وعي من قبل الساحرة من شظايا من روح ميفيستو. لكي تخفف من المها، جعلتها أغاثا هاركنس تنسى وجودهما. لكنها ظلت في صدمة، بينما عاد فيجن بمفرده إلى الفريق الرئيسي من المنتقمون.
تم استغلالها بسهولة من قبل ماغنيتو، الذي انقلب ضد شركائه السابقين. وأخيرا تم إنقاذها من قبل شقيقها واستعادت قواها العقلية.

### العودة بقوة
عندما تفكك فريق الجانب الغربي للمنتقمون بسبب الكثير من الجدال مع الفريق الرئيسي، أصبحت الساحرة الحمراء قائدة فريق أعمال القوى (فريق مكون من فريق الجانب الغربي للمنتقمون). كانت متأثرة بشدة بوفاة وندر مان خلال مهمتهم الأولى.
بعد تفكك المجموعة، وجد كلا من واندا وكلينت دور مع المنتقمون. بعد فترة وجيزة، مثل العديد من الأبطال، ضحت بنفسها لوقف الهجوم ضد الشرير اونسلوت. بفضل فرانكلين ريتشاردز، ظلوا جميعًا على الأرض الموازية لمدة عام، قبل العودة إلى الأرض -616.
بعد قتالها ضد الجنية مورغان، قامت بإحياء وندر مان بطريق الخطأ وكانت لها علاقة غرامية معه، متخلية عن فيجن الذي دمرها جزئياً. انفصل الزوجان خلال الحرب ضد كانغ، وتصالحت واندا مع فيجن

### تفكك المنتقمون
بعد مناقشة بين الدبورة وواندا، تذكرت واندا وجود أطفالها.وأعادت تكوين أطفالها، وقتلت العديد من رفاقها مثل (كلينت بارتون، جاك هارت، فيجن، وسكوت لانج...). كان الأبطال لا يزالون قادرين على السيطرة عليها، وقام الدكتور سترينج بوضعها في غيبوبة.
ثم أخذها والدها ماغنيتو إلى جزيرة جينوشا لعلاجها مع صديقه البروفيسور اكس. والذي لم يستطيع علاج جنون واندا. فاستدعى المنتقمون الجدد وإكس مان ليقرروا ماذا يفعلون في هذا الوضع. عندما وصلوا إلى الجزيرة، استخدمت الساحرة قدراتها الكمية لتغيير الواقع وتشكيله بوضع قيمة للطفرات أو المتحولون. وهكذا تم إنشاء عالم هاوس أوف إم.

### هاوس أوف أم والهلاك
في هذا الواقع المعدل، علم دكتور سترينج أنه لم يكن ماغنيتو من تلاعب بابنته وغير العالم لكن ابنه كويك سيلفر من فعل ذلك لذا قتل ماغنيتو ابنه. ومع ذلك، باستخدام قواها، أعادت واندا ابنها إلى الحياة. خلال هذا اليوم، المسمى ام داي ، عاد العالم إلى طبيعته، إلا أنه لم يتبق سوى مائة من المسوخ ذوي الطفرات الغير عادية كواندا. في نهاية هاوس أوف ام، نرى «الساحرة الحمراء» حية في قرية. قام الأبطال بالبحث عنها حول العالم ولكنهم لم يتمكنوا من تحديد موقعها.
تقول إحدى الشائعات ان توأميها سيُعاد تشكيلهما بالفعل في صورة توماس شبرد وبيلي كابلان المعروفان باسم سبيد وويكان، وكلاهما عضو في فريق المنتقمون الشبان. سبيد لديه قوة وهي السرعة الفائقة ويمكن أن تحدث انفجارات، في حين أن ويكان ساحر مثل والدته.

### العودة
في الآونة الأخيرة، رأينا واندا تملك قدراتها بالكامل، في محاولة لوقف تشثون تجسد في جثة شقيقها بيترو. قامت بتجميع فريق جديد من المنتقمين وهو فريق المنتقمون الاقوياء

## القوى والقدرات
واندا ماكسيموف في الأصل متحولة تمتلك القدرة على معالجة الاحتمالات من خلال «السحر السداسي». تتجلى قوتها عادةً في الشكل المادي لـ «عرافة السداسيات» أو «مقالب العشريات».
و لتطور قدراتها، أخذت واندا من دروس أجاثا هاركنيس الساحرة التي سمحت لها، دون إعطاءها لسحرها الحقيقي، بتحسين استخدام قدراتها. خلال فترة عملها كرئيسة لفرقة أعمال القوة والمنتقمون، أثبتت أنها تعمل كخبيرة إستراتيجية وتكتيكية. كما تم تدريبها على القتال بأيدي عارية بواسطة كابتن أمريكا
- من خلال التأثير على مجالات الاحتمال، يمكن أن تتسبب الساحرة الحمراء في ظهور العديد من الظواهر الفيزيائية غير المحتملة، مثل الاحتراق التلقائي للأجسام القابلة للاشتعال دون أي سبب مادي، أو إنتاج الصدأ أو الاضمحلال السريع للمواد العضوية أو غير العضوية، أو صد الكائنات في رحلة كاملة، وحتى تعطيل الانبعاثات أو حقول الطاقة، مثل إنشاء الأعاصير بشكل تلقائي،[1]
- نطاق صلاحياتها السداسية قصير نسبيًا، ويقتصر على نطاق رؤيتها. لإظهار قدرتها السحرية، يجب عليها إجراء إيماءة وتكون في حالة تركيز عقلي، حتى لو كانت الإيماءة تستخدم فقط لتسهيل تركيزها. ومع ذلك، فإن عمل قوتها السداسي ليس بالضرورة مضمونًا، خاصةً إذا كانت متعبة أو تستخدم قدرتها بشكل مكثف. في هذه الحالة، يمكن للسحر أن ينقلب عليها، مما يتسبب في احتمالات التصرف ضد رغبتها أو إلغاء الآثار السحرية السابقة.
- الآثار التي تنتجها هذه السلطة متنوعة للغاية، ولكن عموما تكون هذا القدرات معاقبة لخصومها. على سبيل المثال، كانت الساحرة الحمراء قادرة، مع السحر السداسي، على إعادة بقايا تسمى «عين الشر» ضد شيطان دورمامو، أو تشغيل دائرة قصيرة في جسم الروبوت الآلي لالترون، أو التسبب في انفجار الغاز الذي كان تحت قاعدة اخوية الاشرار المتحولون

لكن الطبيعة الدقيقة لهذا «السحر السداسي» متنازع عليها. لفترة من الوقت، تم الاعتراف بأنها تعاملت مع شكل من «سحر الفوضى» من خلال تدخل الإله القديم شثون، وسجن الأخير في أعماق جبل ونداجور عند ولادته. ومع ذلك، نقض الدكتور سترينج لاحقًا هذا الادعاء، مشيرا إلى أن سحر الفوضى هذا غير موجود وأن واندا لديها بالفعل القدرة على تغيير الواقع بأكمله من أجل تقديمه لرغباتها. ومع ذلك، فإن قوتها تغير طبيعة المستقبل المحتملة في كل مرة، والساحرة الحمراء لا تهتم لعاقبة ذلك حقا. علاوة على ذلك، مع الأخذ في الاعتبار الأحداث التي وقعت أثناء حلقة هاوس أوف ام ، يبدو أنه لا توجد حدود محددة لسلطتها . وهكذا، في تعويذة واحدة، كانت قادرة على حرمان معظم المتحولون امثالها من «المورثة X» وما يرتبط بها من قوى متحولة. من خلال الجمع بين صلاحياتها وسلطات هوب سمرز الطافرة، تمكنت من هزيمة فورس فينيكس واستخدامها لإلغاء تعويذة المتحولة الأخرى. لذلك، تعتبر واندا ماكسيموف من الآن فصاعدًا شخصية مركزية لعالم مارفل.
.

## ظهور في وسائل الإعلام الأخرى

### أفلام

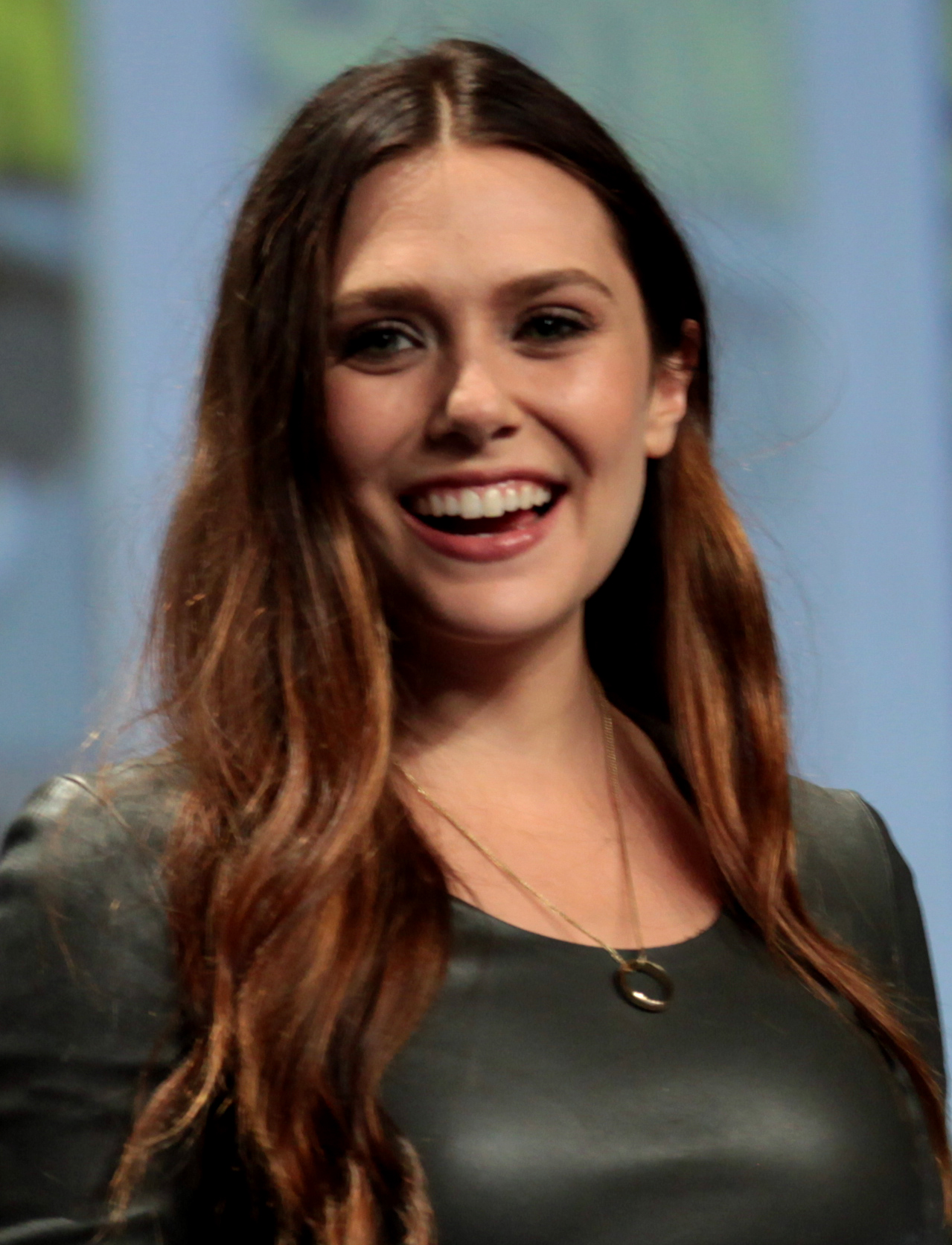
إليزابيث أولسن بدور واندا ماكسيموف / الساحرة الحمراء في عالم مارفل السينمائي.

تؤديها إليزابيث أولسن في عالم مارفل السينمائي
- 2014 : كابتن أمريكا: الجندي الشتوي للأخوين أنتوني وجو روسو (مشهد ما بعد عام)
- 2015 : المنتقمون : عصر الترون من إخراج جوس ويدون - واندا وشقيقها التوأم بيترو ماكسيموف من أصل سوكوفياني. هكذا وافقت على الخضوع لتجارب بارون ستروكر التي تسمح لها بتلقي قدرات التحريك الذهني والتلاعب الذهني. عندما يحاول المنتقمون استعادة صولجان لوكي في سكوفيا، تتلاعب بعقل ستارك لرؤية مستقبله. بمجرد إنشاء الذكاء الاصطناعي الترون، فإنه يسأل التوأم للانضمام إليهم لهزيمة المنتقمون. في إفريقيا، تمكنت من التلاعب بعقول معظم الأبطال، ووضعهم في هلوسة ماضيهم أو مستقبلهم. تمكنت من إطلاق العنان لهالك في شوارع مدينة قريبة. في وقت لاحق، تفهمت هي وشقيقها بيترو الهدف الحقيقي لـ الترون بتدمير البشرية. عدم الرغبة في المشاركة في هذه المذبحة، ينضم التوأم إلى المنتقمون. معا، يقاتلون الروبوتات التي يتحكم بها الترون لكن شقيقها يقتل من قبل هذا الأخير. مدمرة وغاضبة من موت اخيها، تنشر كل قوتها وتدمر الكثير من الروبوتات وتقتل الترون نفسه.و ينتهي بها الامر بالانضمام إلى المنتقمون.
- 2016 : كابتن امريكا: الحرب الأهلية من إخراج الأخوين أنتوني وجو روسو - في مهمة مع المنتقمون في لاجوس، تمكنت واندا من التحكم في الغاز عن طريق التحريك الذهني. ولكن عندما يحاول روملو إطلاق قنبلة انفجارية لقتل ستيف روجرز، تحاول واندا حماية ستيف ويؤدي ذلك إلى انفجار روملو داخل المبنى الكبير في واكندا ويسبب هذا العديد من الإصابات. بالعودة إلى المقر الرئيسي، هاجمتها وسائل الإعلام قائلة إنه من المستحيل على الأبطال التحكم في قدراتهم، مما يسبب في الكثير من الضرر والتسبب في الكثير من الخسائر البشرية. الشعور بالمسؤولية عن هذا الوضع، قررت عدم مغادرة المقر الرئيسي. عندما يتم تقديم اتفاقيات سوكوفيا إلى الفريق، لم تتخذ واندا قرارها بعد وانضمت لاحقًا إلى فريق كابتن أمريكا الذين يعارضون هذه الاتفاقيات .عندما تدرك أن فيجن كانت مسؤول عن التحكم بها إذا لزم الأمر. شاركت في القتال بين فريق كابتن أمريكا وفريق ايرون مان ذي وقع الاتفاقيات. في النهاية، ستقوم الحكومة بتسليمها إلى جانب الرجل النملة وفالكون وعين الصقر.
- 2018 : المنتقمون: الحرب اللانهائية التي كتبها أنتوني وجو روسو. تعيش في مخبأ لمدة عامين، في علاقة حب مع فيجن قبل أن يهاجمها اتباع ثانوس وتم انقاذها من طرف كابتن أمريكا والارملة السوداء وفالكون. بعد عودة هولك وآلة الحرب، تغادر المجموعة إلى واكندا لإزالة حجر العقل من فيجن والذي يبحث عنه ثانوس. يحاول جيش واكاندا صد الهجوم، وتساعدهم واندا بارجاع اسلحتهم عليهم ثم يامرها فيجن بقتله من اجل تدمير الحجر لكي لا ياخذه ثانوس لكن بعد فوات الاوان يستخدم ثانوس حجر الزمن وياخذ الحجر من فيجن لتكتمل بذلك الاحجار اللانهائية ويفرقع اصبعه فيختفي نصف سكان الكون ومن ضمنهم واندا
- 2019 : المنتقمون: نهاية لعبة من إخراج أنتوني وجو روسو . بعد إعادتها إلى الحياة بواسطة المنتقمون الذين عادوا بالزمن وجمعوا الاحجار فيفرقع بروس بانر اصبعه ويعود الكل، تم نقلها إلى ساحة المعركة النهائية بواسطة دكتور سترينج، حيث تواجه ثانوس مرة أخرى حيث اوشكت ان تهزمه. غير قادر على التعامل معها، يرسل إلى جنوده بقصف المنطقة مما اضطر واندا لحماية نفسها. في نهاية الحرب تحضر جنازة توني ستارك، الذي ضحى بنفسه لهزيمة جيش ثانوس.
- 2021 : دكتور سترينج: الكون المتعدد من الجنون من إخراج سكوت ديريكسون

### التلفزيون
- 1960 : ابطال مارفل الخارقين (سلسلة رسوم متحركة)
- 2000-2003 : اكس مين: التطور (سلسلة الرسوم المتحركة)
- 2008-2009 : ولفيرين و X-Men (سلسلة الرسوم المتحركة
- 2021 : واندا فيجن (مسلسل عالم مارفل السينمائي) مسلسل قصير من 9 حلقات، عرضت أول حلقة في 15 يناير 2021 على منصة ديزني بلس، من بطولة إليزابيث أولسن وبول بيتاني، يأخذ المسلسل شكل مسلسل كوميدي (سيتكوم) في كل حلقة حقبة زمنية معينة من بطولة واندا ماكسيموف وفيجن وتقع الاحداث بعد نهاية فيلم المنتقمون : نهاية اللعبة حيث عاد نصف سكان الأرض، وترتبط الاحداث قليلا بكومكس مارفل house of M وبظهور شخصية الساحرة اغاثا هاركنس . حقق المسلسل شهرة واسعة واصبح أكثر مسلسل مشاهدة في العالم بعد ٣ اسابيع من عرضه .

### العاب الفيديو
- 2016 : ليغو مارفل المنتقمون

## الحقوق السينمائية
في عام 2015، تم الإعلان عن شخصية واندا ماكسيموف لتظهر في المنتقمون عصر الترون الذي تنتجه استديوهات مارفل. ومع ذلك، في وقت إنتاج الفيلم، كانت حقوق الاستغلال لا تزال تنتمي إلى فوكس، مثل جميع الشخصيات المتحولة في عالم مارفل . وكذلك شخصية بيترو ماكسيموف . تم تقديمها كامرأة من سوكوفيا، وهو بلد خيالي من أوروبا الشرقية، بعد أن اكتسبت صلاحياتها في أعقاب تجارببارون ستروكر.
في فيلم رجال-إكس: أيام المستقبل الماضي (الذي أنتجته شركة فوكس)، كان من المقرر تقديم الساحرة الحمراء مع شقيقها كويكسيلفر في عالم السينما في إكس مان. تحدثت المنتج سيمون كينبرج عن المشاهد التي ظهرت فيها ولكن تم حذفها في التحرير النهائي. تحدث كينبرج عن ظهور رسمي لـالساحرة الحمراء في رجال-إكس: نهاية العالم لكن لم تظهر ابدا.

## المذكرات والمراجع
1. 1 2 3  « Encyclopédie - Sorcière rouge (la) », marvel-world.com (consulté le 24 août 2018). نسخة محفوظة 18 ديسمبر 2019 على موقع واي باك مشين.
2. ↑  "X-Men Apocalypse : Vif-Argent et la Sorcière Rouge y seront présents". Actu Ciné : Films, Séries, Blockbusters. مؤرشف من الأصل في 2019-12-05. اطلع عليه بتاريخ 2016-05-29.

## روابط خارجية
- Scarlet Witch (Wanda Maximoff) في ويكي عالم مارفل
- «الساحرة الحمراء» على Marvel-world.com

قالب:Palette